# Waterville (Iowa)
Pour les articles homonymes, voir Waterville.
Waterville est une ville du comté d'Allamakee, en Iowa, aux États-Unis. Le premier établissement, dans la région, de ce qui deviendra Waterville, remonte à 1850. En 1854, Nathaniel Beebe érige le moulin de Waterville. En 1855, le colonel J. Spooner ouvre un magasin et en 1856, James Beebe construit un hôtel. Le Waukon and Mississippi Railroad est complété par la ville en 1877, au point que Waterville devient la seule gare entre Waukon et Waukon Junction. Waterville est incorporé comme ville en 1912.